# Ēvalds Valters
Ēvalds Valters (ur. 2 kwietnia 1894, zm. 26 września 1994) – radziecki i łotewski aktor filmowy. Ludowy Artysta Łotewskiej SRR. 

## Wybrana filmografia
- 1959: Złoty ładunek
- 1981: Limuzyna w kolorze świętojańskim jako Pigalu Pridis